# Арнессон, Хильда
Хильда Арнессон (швед. Hilda Stina Erika Arnesson; 8 января 2005, Яттендаль) — шведская гонщица на снегоходах, обладательница Кубка мира по кроссу на снегоходах среди женщин 2021 года.

## Спортивная карьера
Хильда Арнессон — самая молодая в истории обладательница Кубка мира по кроссу на снегоходах, как среди мужчин, так и среди женщин. На момент завоевания победы в Кубке 2021 года Арнессон было всего 16 полных лет (до неё рекорд принадлежал Элине Охман, завоевавшей Кубок в 2014 году в возрасте 19 лет).

## Частная жизнь
Старшная сестра Хильды, Теа Арнессон, также выступает в Кубке мира по кроссу на снегоходах. В 2021 года Теа заняла в Кубке 2-е место, уступив лишь своей сестре Хильде.
Помимо снегоходного кросса, Хильда и Теа профессионально играют в женский футбол за молодёжную команду IF Team Hudik (Худиксвалль, Швеция).

## Результаты выступлений в Кубке мира по кроссу на снегоходах среди женщин
| Год  | Снегоход | 1      | 2      | Место | Очки |
| ---- | -------- | ------ | ------ | ----- | ---- |
| 2021 | Lynx     | FIN1 3 | FIN2 1 | 1     | 45   |